# Beatrix von Vermandois
Beatrix († wohl vor 907) war eine Ehefrau des mächtigen westfränkischen comes und marchio Robert († 923) aus der Familie der Robertiner, der 922 zum westfränkischen König erhoben wurde.
Aus einer Urkunde des Sohnes von Beatrix, des westfränkischen dux Francorum Hugo Magnus, ausgestellt am 26. März 931, geht Beatrix’ Name hervor. Die Mutter des dux wird hier als domnæ Beatricis genannt, zugleich stellt dies ihre einzige zeitgenössische Erwähnung dar.

## Herkunft
Die familiäre Herkunft der Beatrix, einer der Stammmütter der Kapetingerdynastie, ist umstritten. Allgemein wird sie in der Fachliteratur als Tochter des Grafen Heribert I. von Vermandois genannt, womit sie zugleich der fränkischen Herrscherdynastie der Karolinger zugehörig wäre. Diese Annahme basiert allerdings auf einem Eintrag in der im 11. Jahrhundert entstandenen Historia Francorum Senonensis, in der die Frau König Roberts I. und Mutter des Hugo Magnus als Schwester Heriberts II. genannt wird. Mehrere nachfolgende Chronisten, wie beispielsweise Ordericus Vitalis und Robert von Torigni, haben ihre Informationen bezüglich der genealogischen Verhältnisse zu den frühen Kapetingern offenbar aus dieser Chronik aus Sens bezogen, womit sich die Zugehörigkeit der Beatrix zum Grafenhaus von Vermandois im allgemeinen geschichtlichen Kanon festigte.
Dabei ist allerdings zu berücksichtigen, dass die Zuverlässigkeit der Historia Francorum Senonensis hinsichtlich genealogischer Informationen mehrfach widerlegt wurde. Auch schweigen sich zeitnähere Autoren, allen voran Flodoard von Reims, bezüglich des familiären Hintergrundes der Mutter des dux Hugo Magnus aus. Als einzig relevant erscheinende verwandtschaftliche Verbindung des dux zum Grafen Heribert II. von Vermandois wird die Ehe des Grafen mit einer namentlich unbekannten Schwester des dux hervorgehoben.
Als die Dynastie der Kapetinger im 13. Jahrhundert begann, ihre dynastische Abkunft von den Karolingern zu propagieren, berief sie sich dabei auf die Ehefrau König Philipps II. August, Isabella von Hennegau († 1190), als Bindeglied. Beatrix als vermeintliche und zeitlich näher stehende Nachkommin Karls des Großen spielte dabei keinerlei Rolle.

## Tod
Das Todesjahr von Beatrix ist ebenfalls nicht genau bestimmbar. Die Urkunde aus dem Jahr 931 suggeriert, dass sie zum Zeitpunkt der Ausstellung noch am Leben war, allerdings wird sie hier ohne jede königliche Titulatur genannt, obwohl ihr Ehemann 922 zum westfränkischen König erhoben worden war. Die Krönung der Emma, einer Tochter König Roberts I. und Ehefrau des Königs Rudolf, im Jahr 923 fanden dagegen die zeitnahen Chronisten erwähnenswert.
Wahrscheinlich war Beatrix noch vor der Thronerhebung Roberts I. im Jahr 922 gestorben, vielleicht noch vor dem Jahr 907. In einer Urkunde König Karls III. des Einfältigen vom 21. Mai 907 wird nämlich der venerandi comitis Rotberti (der spätere König Robert I.) mit einer Adelæ comitissæ genannt. Da der dux Hugo Magnus beim Tod seines Vaters 923 bereits im mündigen Alter stand, kann angenommen werden, dass die besagte Adela die zweite Ehefrau seines Vaters und Mutter von dessen Töchtern gewesen war. Seine eigene Mutter, Beatrix, dürfte also schon vor 907 gestorben und folglich niemals zu königlichen Würden gekommen sein.